# ماهم بیگم
ماهم بیگم (درگذشت ۲۸ مارس ۱۵۳۴) ملکه امپراتوری گورکانیان از ۲۰ آوریل ۱۵۲۶ تا ۲۶ دسامبر ۱۵۳۰ به عنوان سومین همسر و همسر اصلی و موردعلاقه ویژه بابر، مؤسس حکومت گورکانی همچنین مادر همایون جانشین بابر بود. ماهم بیگم اولین ملکه در امپراتوری گورکانیان بود که مقام والای زن شاهنشاهی پادشاه بیگم را کسب کرد.

## ازدواج با بابر
بابر در سال ۱۵۰۶ در هرات با او ازدواج کرد، هنگامی که درگذشته سلطان حسین میرزا، به ترکیب تسلیت از خسران به پایتخت هرات رفت. از او به عنوان «کسی که بابر بود» نام برد که عایشه برای محمد چه بود. ماهم بیگم در امور سیاسی بابر و همچنین در خاندان سلطنتی نقش بسیار فعالی داشت. او دارای ویژگی‌های بسیار خوبی بود و دارای هوش فوق‌العاده و چهره ای زیبا بود. او شوهرش را به بدخشان و ماوراءالنهر همراهی کرد و ضخیم و نازک کنار او ایستاد. او بانوی اصلی خاندان سلطنتی بود. پس از تولد اولین فرزند خود، همایون، چهار فرزند دیگر متولد شدند و متأسفانه همه در نوزادی فوت کردند. آنها میرزا باربل، میرزا فاروق، مهر جهان بیگم و آیسان دولت بیگم بودند.
به عنوان همسر ارشد بابر، وی حقوق مشخصی نسبت به سایر زندانیان حرمسرا داشت. او خودش به ترتیب سرپرستی خود را بر عهده گرفت، به ترتیب دو فرزند دیلدار بیگم، هندل میرزا و گل‌بدن بانو بیگم در سال ۱۵۱۹ و ۱۵۲۵ و تأیید بابر در مورد آن، گرچه او قبلاً صاحب پنج فرزند بود، در کنار فرزندان خود سرپرستی آنها را برعهده گرفت. ماهم، مادری فداکار، تمام اوقات فراغت خود را صرف آموزش شاهزاده در ارزشهای عزیز خود می‌کرد. او برای او داستانهایی در ارتباط با جدش شیخ احمد جام و دیگر شخصیتهای مشهور زمان خود را برای او تعریف می‌کرد.

## به عنوان ملکه
در سال ۱۵۲۸، ماهم بیگم از کابل به هندوستان آمد. بابر وقتی به علیگر رسید، دو تخت روان با سه سوارکار فرستاد. او با عجله از علیگر به آگرا رفت. بابر قصد داشت برای ملاقات با ماهم تا علیگر برود. در وقت نماز عصر خادمی آمد و به بابر گفت که او تازه از جاده ملکه ماهم بیگم چهار مایل بیرون عبور کرده‌است. بابر منتظر زین شدن اسب نبود اما پیاده بیرون نشست. او را در نزدیکی خانه اردوگاه پیشروی ماهم ملاقات کرد. ماهم منظر بود که هوا روشن شود، اما او صبر نکرد و در کنار او حرکت کرد و به سمت خانه خودش رفت. نه سرباز با دو مجموعه نه اسب و دو بستر اضافی که امپراتور فرستاده بود و یک کجاوه که از کابل آورده شده بود و حدود صد نفر از خدمتکاران ماهم بیگم بر اسبهای خوب سوار شدند. پس از سه ماه اقامت در آگرا، ماهم بیگم به همراه بابر به دهپلور رفت.
ماهم بیگم در طول دوره حکومت شوهر خود بابر ملکه اصلی و بی رقیب بود و تنها کسی بود که از حق نشستن در کنار بابر بر تخت سلطنت امپراتوری گورکانی برخوردار بود. او به عنوان پادشاه بیگم و رئیس خانواده و خانه شاهنشاهی، در تمامی مدت زمان سلطنت شوهر خود در مقابل همسران دیگر شوهر خود، قدرتمند، بانفوذ، متکبر، خودخواه، کینه جو و فتنه گر بود و به نظر می‌رسد بابر هیچ چیز را انکار نکرد. او همچنین در دربار امپراتوری گهگاهی حضور می‌یافت و جلسات را پنهانی و دور از چشم دیگران در مکانی خلوت از پشت پرده تماشا و گوش می‌کرد و در برخی موضوعات اداره کشور در زمانی که هیچ کس حضور نداشت به بابر مشاوره می‌داد. شایان ذکر است که «بابر در مورد همسر مورد علاقه و مورد اعتماد خود توصیف کرد، و دستور ماهم بیگم را در برابر خود به عنوان فرمان ذکر کرده». در طول بیماری همایون، بابر دور او چرخید و مدام گریه کنان دعا می‌کرد. او همچنین فریاد زد که همایون را دوست دارد زیرا او پسر همسر مورد علاقه خود هست، ماهم با گفتن، «اگرچه فرزندان دیگری نیز دارم، اما هیچ کس را به اندازه او دوست ندارم، من همایون را بیش از دیگران دوست دارم. من آرزو می‌کنم که این کودک عزیز ممکن است آرزوی قلبی خود را داشته باشد و عمر طولانی داشته باشد و من آرزو می‌کنم پادشاهی را برای او و نه برای دیگران، زیرا او از نظر برتری برابر هیچ کس نیست». پس از این ماجرا همایون جوان سلامتی خود را به‌دست آورد.

## به عنوان ملکه مادر
پس از ترمیم سلامتی همایون، خیلی سریع بابر بیمار شد و درگذشت. همایون در بیست و سه سالگی با مقدمات مادرش ماهم بر تخت سلطنت نشست. ماهم بیگم به عنوان مادر پادشاه از طرف پسرش و درباریان احترامات و نفوذ ویژه تری نسبت به دوره زندگی شوهرش کسب کرد و در بیشتر جلسات روزانه برای مدیریت امپراتوری حضور می‌یافت و مرتباً به همایون مشاوره می‌داد و همایون برای حرف‌های وی احترام قائل شده و به مشاوره‌هایش گوش می‌داد، او به عنوان بیوه پادشاه سابق به مدت سه سال بدون متوقف شدن، دو بار در روز و یک بار در عصر در میان عوام مردم غذا می‌دهد. صبح یک گاو بزرگ و دو گوسفند بزرگ و پنج بز و دوباره در وقت نماز و بعد از ظهر پنج بز را می‌داد. او این دو سال و نیم را از املاک خودش داد. در طول بیماری بابر، او به ماهم بیگم، مسئولیت تنظیم ازدواج گلورخ بیگم و گلچهره بیگم، دستور داد. ماهم بیگم زیرکی خود را در این فرمان پذیرفت و از همایون خواست تا از بدخشان برگردد و در این کارهای ازدواج را به‌طور برنامه‌ریزی شده انجام داد. او نقش مهمی در پیشبرد موفقیت هدفهای همایون داشت. او همچنان در مقام عالی پادشاه بیگم بود و تا زمان مرگ خود در امور خانگی و سازمان‌های سلطنتی از وظایف عمومی و نگهداری و ساخت مقبره همسرش شرکت کامل می‌کرد.
در زمان دوری همایون از پایتخت، او مسئولیت‌های پسرش را برای اداره کشور برعهده داشت و پس از بازگشت همایون از چونار، ماهم بیگم، جشن بسیار بزرگی ترتیب داد. او فرمان داد که بازارها را روشن کنن. سپس او به طبقه بزرگان، مقامات دولتی و به سربازان دستور داد تا مکان‌های خود را تزئین کرده و محل زندگی خودشان و کل شهر را زیبا کنند، و بعد از این کار این روشنایی در هند عمومی شد. او با تمام فروشگاه‌های خود در زمینه پر کردن، یک جشن عالی و باشکوه ترتیب داد. او به ۷۰۰۰ نفر لباس مخصوص افتخار داد. این جشن چندین روز به طول انجامید.

## مرگ
در ماه آوریل ماهم بیگم با اختلال در روده مورد حمله قرار گرفت. در شانزدهم همان ماه او درگذشت. پس از مرگ ماهم، خانزاده بیگم، خواهر بابر، بانوی اول امپراتوری شد.
معلوم نیست که پسرش همایون که در آن زمان سلطنت می‌کرد، او را کجا دفن کرده و کدام مکان را برای آرامگاه انتخاب کرده‌است. به نظر می‌رسد او را در کنار قبر بابر دفن شده باشد. با این حال مسلم است که جسد وی هرگز به کابل منتقل نشده‌است.